# Хвоса (права притока Південного Бугу)
Хвоса (Тесівка, рос. Тесовка, пол. Tessówka, Телесівка, Талухна, Телухня, пол. Teluchna) — річка в Україні, протікає через Літинський район Вінницької області та Летичівський район Хмельницької області. Права притока Південного Бугу.

## Опис
Тече через села Шевченка, Іванівці, ТесиЛітинського району Вінницької області. Впадає у Південний Буг за 677 км від гирла у с. Новокостянтинів Летичівського району Хмельницької області, довжина — 18 км. Площа басейну — 124 км2.

## Притоки
Струмок Погорілий (Текуха, Лука) — ліва притока у Хмельницькому районі Хмельницької області та Хмільницькому районі Вінницької області. Довжина річки 14 км (3 км у Вінницькій та 11 км у Хмельницькій області), площа басейну водозбору 52,8  км². Бере початок на північно-східній стороні від села Білецьке (Летичівський район). Тече переважно на північний схід через Майдан-Вербецький, Ялинівку (Погоріле), , Розсохувату, Лука і впадає у Хвосу на південно-східній околиці села Іванівці. 
Населені пункти вздовж берегової смуги: Гавришівка, Вербка. 
Між селами Майданом-Вербецьким та Ялинівкою річку перетинає автошлях М12.